# Agrotis fraterna
Agrotis fraterna là một loài bướm đêm trong họ Noctuidae.